# West Mountain
West Mountain is een plaats (census-designated place) in de Amerikaanse staat Utah, en valt bestuurlijk gezien onder Utah County.

## Demografie
Bij de volkstelling in 2000 werd het aantal inwoners vastgesteld op 838.

## Geografie
Volgens het United States Census Bureau beslaat de plaats een oppervlakte van
27,9 km², geheel bestaande uit land. West Mountain ligt op ongeveer 1455 m boven zeeniveau.

## Plaatsen in de nabije omgeving
De onderstaande figuur toont nabijgelegen plaatsen in een straal van 12 km rond West Mountain.